# Eisberg-Eislaufpalast
Der Eisberg-Eislaufpalast (russisch Дворец Зимнего Спорта Айсберг Dworez Simnewo Sporta Aisberg) ist eine Multifunktionshalle in Sotschi, Russland. Die 12.000 Sitze umfassende Arena war bei den Olympischen Winterspielen 2014 der Veranstaltungsort für Eiskunstlauf und Shorttrack.

## Entstehung

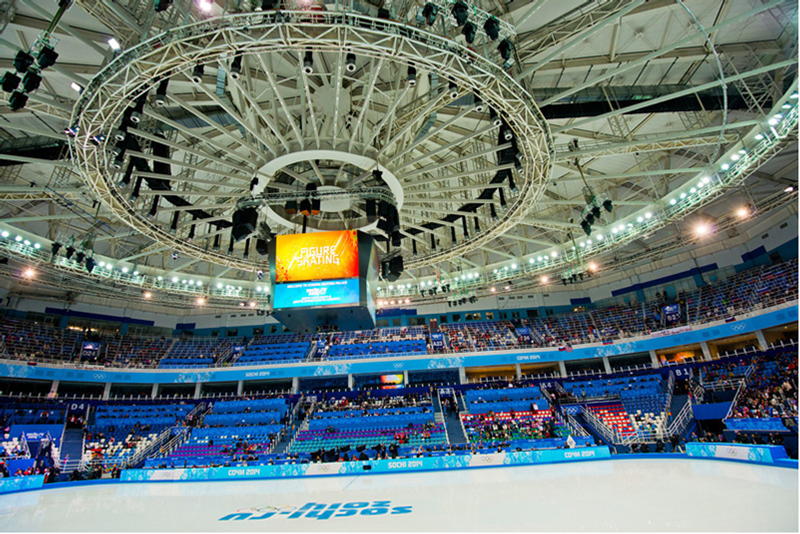
Innenansicht des Eislaufpalastes

Die Baukosten für den Eisberg-Eislaufpalast beliefen sich auf 43,9 Mio. $. Darin enthalten sind auch die laufenden Kosten für den Betrieb während der Olympischen Spiele. Die Umgebung der Halle wurde komplett umgestaltet. Im Oktober 2012 wurde ein regionaler Eiskunstlaufwettbewerb ausgetragen, um die Halle zu testen, jedoch stellte die Internationale Eislaufunion dabei fest, dass noch nicht alle Bedingungen für die Austragung des Finales der ISU-Grand-Prix-Serie 2012/2013 erfüllt waren.
Teilnehmer des Grand Prix sagten, dass ihnen der Austragungsort gefalle, allerdings beschwerten sich Zuschauer über die eingeschränkte Sicht durch die Geländer in den oberen Reihen.
Es dauert etwa zwei Stunden, um das Eis zu präparieren, wenn man die Wettkämpfe von Eiskunstlauf zu Shorttrack wechseln möchte und umgekehrt.

## Nachnutzung
Nach den Olympischen Spielen soll die Halle voraussichtlich als Schlittschuhbahn oder Radrennbahn genutzt werden.